# Flossie Wong-Staal
Flossie Wong-Staal, född Yee Ching Wong den 27 augusti i Kina, avliden den 8 juli 2020 i Kalifornien, USA, var amerikansk virolog och molekylärbiolog och var den första att klona HIV-viruset och kartlägga dess funktion. Detta var ett steg i att bevisa att HIV-viruset var orsaken till sjukdomen AIDS. Den genetiska kunskapen om HIV-viruset som Wong-Staal bidrog med var viktigt för att utveckla andra generationens blodtest för HIV. Flossie Wong-Staal tog även fram den molekylära bevis för att mänskliga T-lymfocyt viruset (HTLV) kan orsaka cancer.

## Karriär
Flossie Wong-Staal gjorde sin universitetsutbildning i bakteriologi på UCLA (1968) och sin filosofie doktor i molekylär biologi (1972) också från UCLA. Efter sin tid i skolbänken fick Wong-Staal en tjänst som forskningsassistent i Dr. Robert Gallos laboratorium på den nationella cancerintuitionen i USA. Tillsammans visade de att HIV-viruset är heterogent i patienterna och förutspådde att en kombination av mediciner är viktigt för att bota AIDS.
Under sin tid på fokuserades det på genterapi där hon använde ribozym för att pressa HIV-viruset in i stamceller. Detta var det andra forskningen av Wong-Staal som blev finansierat av statliga bidrag. 1990 lämnade hon sin position som sektionschef på den nationella cancerintuitionen och återvände till California för en forsknings och professorstjänst för AIDS vid avdelningen för biologi och medicin på UCSD. Efter en tid på denna tjänst blev hon chef för intuitionen för forskning om ADIS och chef för center for AIDS research på UCSD tillsammans med en annan (okänd). 2002 lämnade Wong-Staal akademin för att grunda företaget Immusol där hon fick rollen ”scientific officer of Immusol”.Där var tittade hon på riktad behandling för cancer samt virala infektioner såsom HIV och HCV. Företaget Immusol genomförde ett namnbyte 2007 till iTherX Pharmaceuticals i samband med att företaget bytte medicinskt fokus till medicin mot Hepatit C.

## Biografi
Flossie Wong-Staal var född i Guangzhou, Kina 1946som Yee Ching Wong, och är det tredje barnet av fyra. 1952 flydde hennes familj till Hong Kong efter den kommunistiska revolutionen i Kina. Det var där som Wong-Staal gjorde sin utbildning. Hennes föräldrar stödde hennes akademiska framgångar och det var hennes pappa som föreslog att hon skulle byte sitt förnamn till något amerikans vid hennes fortsatta studier i USA. Han föreslog då Flossie efter en massiv orkan som hade slagit till i sydöstra Asien under samma tidsperiod.
Under sin tid som doktorand på UCLA gifte hon sig med medstudent i onkolog Stephen P. Staal och fick två barn, Stephanie och Caroline Vega. Flossie och Stephen skilde sig runt 1990 och gifte sedan om sig med neurologen Jeffrey McKelvy. Hon avled 2020, den 8 juli i följd av en lunginflammation.